# Yússuf ibn Abi-s-Saj
Abu-l-Qàssim Yússuf ibn Abi-s-Saj Diwdad (àrab: أبو القاسم يوسف بن أبي الساج ديوداد, Abū l-Qāsim Yūsuf b. Abī s-Sāj Dīwdād), més conegut senzillament com a Yússuf ibn Abi-s-Saj (Iran, ? - Kufa, 928), fou emir de l'Azerbaidjan, Arran i Armènia del 901 al 928. Va succeir, el juliol o agost del 901, el seu nebot Diwdad (II) ibn Muhàmmad al-Afxín, enderrocat als pocs mesos de ser proclamat emir.

## Biografia
Va aixecar les muralles de Maraga i va traslladar la capital a Ardabil. Poc després, Simbaci I, rei d'Armènia (890–914), es va oferir a convertir-se en vassall directe del califa abbàssida al-Muktafí (902–908). Com que això amenaçava els interessos dels sàjides a Armènia, Yússuf va exigir que Simbaci I comparegués davant seu. Quan els bagràtides es van negar, va envair Armènia. Més tard es va arribar a un acord entre tots dos l'any 903; Simbaci I va rebre una corona de Yússuf, reconeixent-lo com el seu senyor.
Yússuf no va formalitzar mai la seva relació amb el califa, i es van mantenir hostils. El 908, es va enviar un exèrcit califal contra Yússuf, però al-Muktafí va morir i el seu successor al-Múqtadir (r. 908–932) va decidir fer les paus amb els sàjides. El visir d'al-Múqtadir, Alí ibn al-Furat, va ser fonamental per establir la pau; des d'aleshores Yússuf va considerar Ibn al-Furat el seu protector a Bagdad i el va nomenar amb freqüència en la seva moneda. La pau va permetre que Yússuf fos investit amb els governs d'Azerbaidjan i Armènia l'any 909 pel califa.
Durant el conflicte entre Yússuf i el califat, aquest va animar el rei Simbaci I a oposar-se als sàjides. Després de restablir les relacions amb el califa, Yússuf va decidir prendre represàlies. Va trobar un aliat voluntari en el príncep de Baspracània (r. 904–937/943), que estava involucrat en una disputa amb el bagràtides sobre la província de Nakhitxevan. Gaguik es va convertir en vassall de Yússuf i el sàjida li va donar una corona. El 909, Yússuf va prendre Nakhitxevan i, juntament amb Gaguik, va adquirir el control de Siunia. Després va perseguir Simbaci I pel país, i després de passar l'hivern a Dvin, va derrotar el 910 un exèrcit comandat pels dos fills de Simbaci I (r. 914–929) i Musel, al nord d'Erevan. Musel va ser capturat i després enverinat.
Va continuar la guerra entre els sajides i els bagràtides, durant la qual el país va ser devastat i els armenis van patir l'opressió religiosa a mans dels musulmans. Cap al 913, Yússuf va aconseguir arrestar Simbaci I en una de les seves fortaleses. Encara que el setge no va poder forçar la rendició de la fortalesa, Simbaci I va decidir rendir-se voluntàriament a Yússuf en un esforç per posar fi a la guerra. Yússuf inicialment el va deixar anar, però després el va capturar i el va empresonar durant un any. Durant el setge d'Erenjaque, en un esforç per convèncer els defensors de la rendició, Yússuf va torturar i executar Simbaci I davant les muralles de la ciutat. Després el cos va ser enviat a Dúbio i allà penjat. El fill de Simbaci I, Asócio, el va succeir com a Asòcio II. Yússuf inicialment va intentar derrotar-lo també; Gaguik es va negar a cooperar i va elevar asparapetes com a rei armeni rival a Dvin. Asoci II va poder guanyar-se la lleialtat dels armenis, però, i també va poder comptar amb el suport dels romans d'Orient. Com que Yússuf tornava a tenir els seus propis problemes amb el califat (vegeu més avall), va fer les paus amb Asoci l'any 917, donant-li una corona.
El 914, Yússuf —conegut pels georgians com Abu-l-Qàssim— també va fer campanya als territoris de Geòrgia. Aquesta campanya va ser un dels últims grans intents per part del califat abbàssida de mantenir el seu domini de les terres georgianes, que, en aquell moment, eren un mosaic d'estats nadius i rivals. Explotacions musulmanes. Yússuf va fer de Tiflis la base per a les seves operacions. Primer va envair Kakheti i es va apoderar de les fortaleses de Ujarma i Bochorma, però la primera va ser retornada després al governant de Kakheti Kvirike després de la seva petició de pau. Aleshores, Yússuf va procedir a Kartli, només per veure les fortificacions d'Uplistsikhe demolides pels seus defensors. A partir d'aquí, l'emir va sorgir cap a Samtskhe i Javakheti. Incapaç de prendre el control de la fortalesa de Tmogvi, ell va capturar la fortalesa de Q'ueli i va matar el seu defensor Gobron. Les fonts musulmanes callen sobre aquests esdeveniments.

### Presó, restauració i mort
Després de la destitució del visir Ibn Alfurat, Yússuf va començar a retenir part del tribut anual assignat al califa. L'any 915 o 916 va detenir un emissari califal, tot i que després el va alliberar i el va tornar a enviar amb regals i diners. Després que Ibn al-Furat tornés a adquirir el visrat el 917, Yússuf va conquerir Zanjã, Gasvim i Ragas dels samànides i va esperar a Ibn al-Furat per facilitar les coses amb al-Múqtadir. El califa, però, es va indignar i va enviar un exèrcit, que el va derrotar. L'arribada d'un segon exèrcit abbàssida sota Munis Almuzafar va obligar Yússuf a retirar-se a Ardabil. Tot i que Ibn al-Furat va intentar convèncer al-Múqtadir perquè el reconegués com a governador, el califa es va negar. El 918, l'exèrcit abbàssida va ser derrotat per Yússuf prop d'Ardabil, però el 919, el sàjida va ser derrotat. Yússuf va ser capturat i portat a Bagdad, on va ser empresonat durant tres anys. Durant aquest temps, el seu ghulam fidel Subuque va prendre el control de l'Azerbaidjan i va mantenir la província mentre el seu amo era fora, derrotant un exèrcit abbàssida enviat contra ell.
El 922, Yússuf va ser alliberat i el califa el va investir del govern de l'Azerbaidjan i de les províncies que havia conquerit als samànides. Tornant al país, va saber que Subuque havia mort. El 922/923, va obligar a Cacício I a pagar un gran tribut i alguns altres abusos, que seria mantinguda pel seu successor. El 924, va conquerir Ragas dels seus governador, que s'havia rebel·lat contra els samànides. Després d'abandonar la zona i ocupar Hamadan, la gent de Ragas va expulsar els seus funcionaris. El 925, el sàjida va tornar breument a Ragas. El 926, el califa va confiar a Yússuf la missió de liderar una campanya contra els càrmates de Bahrain. L'any 927, tot i tenir un gran avantatge numèric, el seu exèrcit va ser derrotat prop de Kufa. El sàjida va ser capturat i va morir l'any 928. A l'Azerbaidjan, el va succeir el seu nebot Abu-l-Mussàfir Fat·h.
Després del 917 va conquerir la Pèrsia del nord: Zanjan, Abhar, Qazwin i Rey que pertanyien als samànides que hi tenien un governador anomenat Muhàmmad ibn Alí Suluk. Altre cop enfrontat al califa, aquest va enviar a l'Azerbaidjan un exèrcit dirigit per Munis al-Mudhàffar que va derrotar a Yússuf el 919 i el va portar presoner a Bagdad i va romandre tancat tres anys, però després fou alliberat i restaurat en el seu govern de l'Azerbaidjan així com al govern de Rey i el Jibal (Hamadan). Durant la seva absència, el seu lloctinent Sunbuk va exercir el govern, i va restablir relacions d'amistat amb els armenis. Fou Sunbuk qui va establir un emir a Coltene.
El 926 el califa el va cridar per encarregar-li el comandament de l'expedició contra els càrmates, i en aquesta expedició fou derrotat i mort prop de Kufa pel cap càrmata Abu-Tàhir al-Jannabí (febrer del 928). Les tropes turques de Yússuf van passar al servei del califa i van formar un regiment especial anomenat dels sajís.
El va succeir el seu nebot de Yússuf, Abu-l-Mussàfir Fat·h ibn Muhàmmad Afxín.